# Jens Volkert Volquardsen

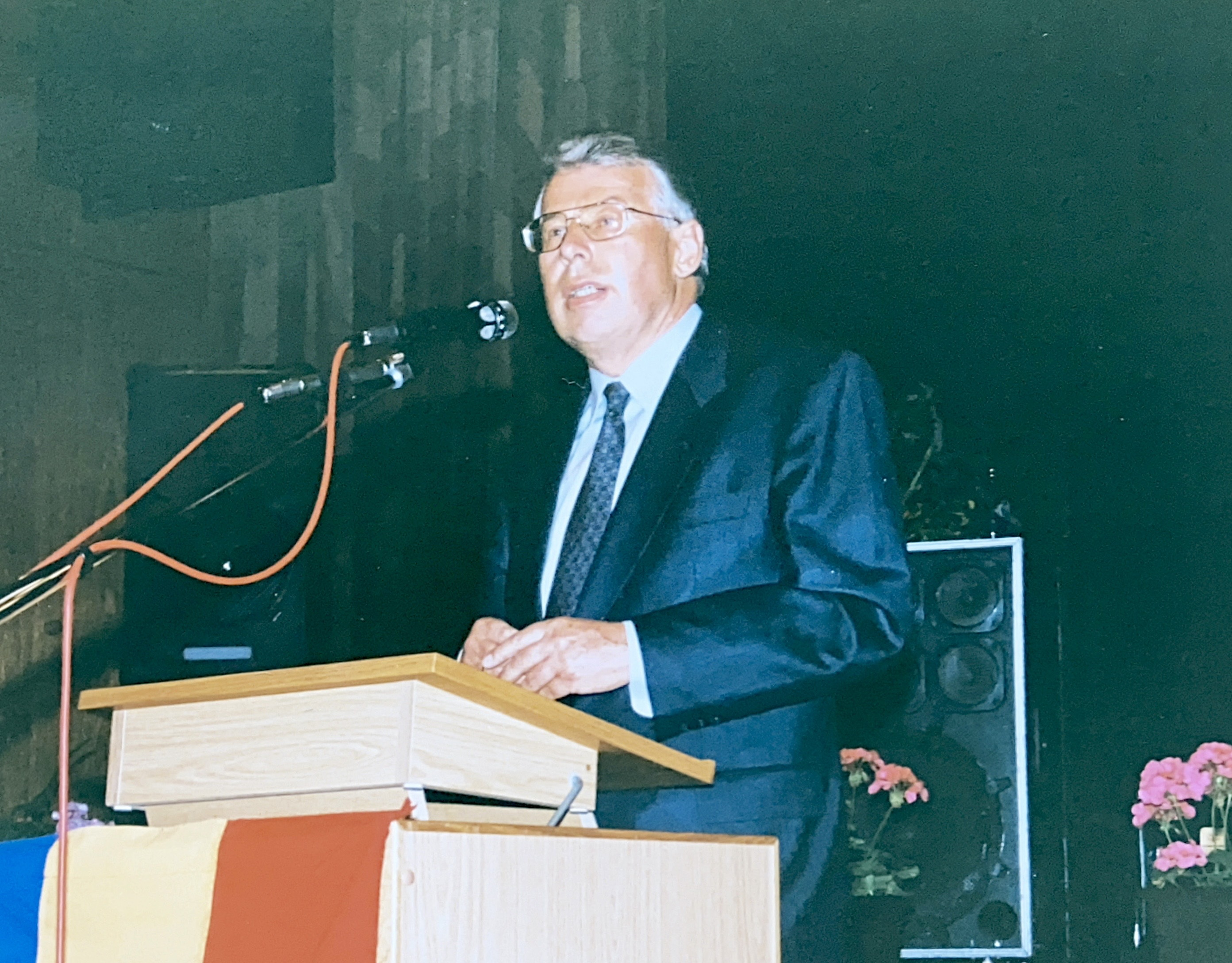
Jens Volkert Volquardsen, 1993

Jens Volkert Volquardsen (* 10. Januar 1936 in Itzehoe; † 21. Mai 2024) war ein Kommunalpolitiker und Rechtsanwalt.

## Leben
Jens Volkert Volquardsen studierte Rechtswissenschaften in Marburg, Kiel und Freiburg. Nach Absolvierung des Ersten und Zweiten Juristischen Staatsexamens folgten die Zulassung als Rechtsanwalt und erste berufliche Stationen bei einer Kanzlei in Hamburg sowie der Bezirksregierung Lüneburg und dem Landkreis Harburg. 1969 trat Volquardsen sein Amt als Stadtdirektor der Kreisstadt Winsen (Luhe) an, ein Amt, das er 24 Jahre lang ausübte.
Er zeichnete als Stadtdirektor 1972 verantwortlich für die Gebiets- und Verwaltungsreform, bei der 13 selbständige Gemeinden in die Stadt Winsen (Luhe) eingegliedert wurden. In seiner Ära als Verwaltungschef entstanden neue Wohngebiete, die Grund- und Hauptschule in Roydorf sowie die Berufsbildenden Schulen, das Kreiskrankenhaus, das Gewerbegebiet an den Osterwiesen, die Bahnunterführung, die Stadthalle und das Ilmenau-Sperrwerk. Die umfassende Sanierung der historischen Altstadt fällt ebenso in die Amtszeit von Volquardsen wie der Bau der Osttangente, die Restaurierung des Marstalls und die Erweiterung des Rathauses am Schlossplatz. Aus einer Kleinstadt mit 11.600 Einwohnern entwickelte sich während Volquardsens Amtszeit ein Mittelzentrum mit rund 29.000 Einwohnern.
1993 schied Volquardsen nach regulärem Ablauf seiner zweiten Wahlperiode aus dem Amt des Stadtdirektors aus und wirkte bis zu seinem Ruhestand als Berater im Innenministerium von Mecklenburg-Vorpommern und als Rechtsanwalt in Winsen (Luhe).